# Události v regionech
Události v regionech je zpravodajský pořad České televize, který informuje o denním dění v jednotlivých českých regionech.

## O pořadu
Pořad Události v regionech je vysílán pravidelně každý všední den v 18.00 na ČT1. Vysílání probíhá v pěti regionálních verzích:
- Praha – TS Praha; pro Prahu a Středočeský kraj
- Jižní Morava (JM) – TS Brno; pro Jihomoravský a Zlínský kraj
- Severní Morava (SM) – TS Ostrava; pro Moravskoslezský a Olomoucký kraj
- Sever a Východ Čech (SVČ) – TS Hradec Králové v alternaci s TS Ústí nad Labem; pro Ústecký, Liberecký, Královéhradecký a Pardubický kraj
- Jih a Západ Čech (JZČ) – TS České Budějovice v alternaci s TS Plzeň; pro Karlovarský, Plzeňský, Jihočeský kraj a Vysočinu

Jednotlivé regionální verze jsou šířeny na vlastních programových pozicích ČT1, ČT1 JM, ČT1 SM, ČT1 SVČ a ČT1 JZČ. Obsah těchto programových pozic je mimo regionální vysílání totožný.

## Historie
Vysílání pořadu bylo zahájeno v roce 2007. Do roku 2008 byly společně s Událostmi v regionech také vysílány zpravodajské Večerníky, konkrétně pro Čechy Večerník z Čech, pro Moravu Jihomoravský večerník a pro Slezsko Report. Vysílání Večerníků bylo na konci června 2008 ukončeno. Původně existovaly pouze tři regionální verze (Praha, Brno a Ostrava), přičemž verze z Prahy zprávami pokrývala území celých Čech. V lednu 2023 došlo k přidání dalších dvou regionálních verzí (SVČ a JZČ), čímž se zprávy pro Čechy rozdělily na tři verze. Zároveň s tím bylo ukočeno duplicitní vysílání pořadu na ČT24. V době analogového vysílání a DVB-T se šířily dané regionální verze pouze z vysílačů v konkrétních regionech. S příchodem DVB-T2 jsou šířeny všechny regionální verze celoplošně a divák má možnost si vybrat, kterou variantu chce sledovat.

## Moderátoři
Zde je částečný výčet moderátorů pořadu z jednotlivých studií:
Televizní studio Praha:
- Bohumil Klepetko
- Pavla Kosíková
- Jana Bílek Marečková

Televizní studio Brno:
- Zuzana Petrů
- Ivana Bártová
- Jakub Vácha

Televizní studio Ostrava:
- Kristýna Prokešová
- Jana Fabianová

Zpravodajské studio Hradec Králové:
- Pavla Kosíková
- Kateřina Šalounová
- Kateřina Nyčová
- Kristina Kolovrátková
- Andrea Grubnerová

Zpravodajské studio Ústí nad Labem:
- Ivo Brániš
- Karolína Nová
- Bohumil Klepetko

Zpravodajské studio Plzeň:
- Miroslava Vildová
- Lucie Muchková
- Daniela Tunklová

Zpravodajské studio České Budějovice:
- Edita Kadlecová
- Ondřej Ublick

## Související pořady

### Události v regionech +
Události v regionech + je pořad vysílaný pouze z Brna a Ostravy. Je vysílán každý všední den na ČT1 v 12.20 po Zprávách ve 12, vysílání z Prahy (tedy i ČT24) nabízí Počasí a Sportovní zprávy.

### Týden v regionech
Pořad Týden v regionech je vysílán v sobotu ve 12:00 ve verzi z TS Brno na ČT1 JM a z TS Ostrava na ČT1 SM. 

### Z metropole
V době vysílání pořadu Týden v regionech (sobota 12:00) na regionálních pozicích pro Moravu se na pozicích pro Čechy vysílá pořad Z metropole, který se věnuje dění v Praze.

### Zajímavosti z regionů
Pořad Zajímavosti z regionů se vysílá v neděli v 6:00 a je opět rozdělen na verzi z TS Praha, TS Brno a TS Ostrava.

### Regiony ČT 24
Živě moderovaný pořad se zaměřením na důležité a zajímavé dění ve všech regionech ČR. Vysílán je v sobotu od 11:05 na ČT24. Na přípravě se střídavě podílí studia v Praze, Brně a Ostravě.